# Hartberger Graben
Der Hartberger Graben ist ein etwa eineinhalb Kilometer langer Bach im Landkreis Straubing-Bogen in Niederbayern, der zwischen Neumühle  und Stegmühl von rechts und Westen in die Menach mündet.

## Verlauf
Vom Quellgebiet im Süden von Weingarten fließt er Richtung Südost bis ins Menachtal. Dort nimmt er von links den von Norden kommenden Neulinger Graben auf und quert die Kreisstrasse SR6. Nun ist der Lauf ein großer Bogen am nördlichen Zaun eines ehemaligen militärischen Schießstands in Kreuzkirchen entlang bis zur Mündung in die Menach. Der Hartberger Graben fließt ausschließlich auf Gebiet der Gemeinde Mitterfels.

## Geschichte
In den Messtischblättern bis 1955 endete der Hartberger Graben an der Vereinigung von Hartberger Graben und Neulinger Graben. Der Abschnitt bis zur Mündung in die Menach ist dort als Kreuzkirchner Bach beschriftet. Im Verzeichnis der Bach- und Flussgebiete des Bayerischen Landesamtes für Umwelt von 2012 erstreckt sich der Hartberger Graben von der Quelle über die Mündung des Neulinger Grabens hinaus bis zur Mündung in die Menach.